# Santa-Maria-Figaniella
Santa-Maria-Figaniella är en kommun i departementet Corse-du-Sud på ön Korsika i Frankrike. Kommunen ligger  i kantonen Olmeto som tillhör arrondissementet Sartène. År 2022 hade Santa-Maria-Figaniella 83 invånare.

## Befolkningsutveckling
Antalet invånare i kommunen Santa-Maria-Figaniella
Referens:INSEE